# Língua hiri motu
Hiri Motu ou hiri motu é uma das três línguas mais faladas na Papua-Nova Guiné. É uma versão simplificada da língua Motu, pertencente à família das línguas austronésias, e uma língua franca falada em grande parte do interior do país.
Embora os falantes da língua Tok Pisin possam ser encontrados em áreas em que outrora havia somente falantes do Hiri Motu, o Hiri Motu continua a ser falado, particularmente pelos indivíduos mais idosos.[carece de fontes?]
A língua é de interesse considerável aos linguistas, porque é um dos poucos pidgins estáveis no mundo que não é baseado em uma língua europeia.[carece de fontes?]

## Fonologia
|             |             | Labial | Alveolar | Velar | Glotal |
| ----------- | ----------- | ------ | -------- | ----- | ------ |
| Plosiva     | surda       | p      | t        | k     |        |
| Plosiva     | sonora      | b      | d        | ɡ     |        |
| Fricativa   | Fricativa   | β      | s        |       | h      |
| Nasal       | Nasal       | m      | n        |       |        |
| Vibrante    | Vibrante    |        | ɾ        |       |        |
| Lateral     | Lateral     |        | l        |       |        |
| Aproximante | Aproximante | w      |          |       |        |

|         | Anterior | Central | Posterior |
| ------- | -------- | ------- | --------- |
| Fechada | i        |         | u         |
| Medial  | ɛ        |         | ɔ         |
| Aberta  |          | a       |           |

## Amostra de Texto
Pai Nosso
‘Aiemai Tamana e, guba dekenai oi noho, oiemu ladana do ai hahelagaia. Oiemu Basileia do ia mai, oiemu ura gauna tanobada dekenai do ai karaia, guba dekenai idia karaia bamona. Hari dina aiemai aniani mani oi henia ai dekenai. Aiemai dika mani oi gwauatao, badina be ai dekenai idia hadikaia taudia edia dika ai gwauatao. Dibagani dika gabuna dekenai ai do oi hakaua vareai lasi, to Satani ena imana dekena amo do oi hamauria ai.Source:.